# Jöns Andersson i Eskilstorp
Jöns Andersson (i riksdagen kallad Andersson i Eskilstorp), född 9 maj 1813 i Eskilstorps socken, död där 27 december 1865, var en svensk riksdagsman i bondeståndet.
Andersson företrädde Oxie, Skytts och Vemmenhögs härader av Malmöhus län vid riksdagen 1853–1854. Han var då suppleant i bankoutskottet, ledamot i opinionsnämnden, suppleant i förstärkta konstitutionsutskottet och i förstärkta statsutskottet.